# Västergötlands runinskrifter 84
Västergötlands runinskrifter 84 är en nu försvunnen medeltida runristad gravhäll av sandsten som funnits på Brunnhems gamla kyrkogård, Brunnhems socken och Falköpings kommun. Stenen avbildades av Johan Leitz på 1670-talet och fanns då på kyrkogården vid Brunnhems gamla kyrka. Två senare rapporteringar, från 1687 och 1794, angav stenens belägenhet som Stenstorps kyrkogård. I Stenstorp fanns två medeltida kyrkor, Brunnhems kyrka och Södra Kyrketorps gamla kyrka, som båda revs och ersattes 1817 med nya Stenstorps kyrka. Stenen har eftersökts vid området för de båda rivna kyrkorna såväl som vid den nya Stenstorps kyrka, men utan resultat. Stenen har haft en höjd av 1,65 meter och en bredd av 0,7-0,8 meter. Det är osäkert om det är riktiga runor som är ristade på ristningen.

## Inskriften
Translitterering av runraden:
[sihni · tik · ir]
Normalisering till äldre fornsvenska:
... ... ...
Översättning till nusvenska:
...